# Pi Ursae Majoris 2
Pi Ursae Majoris 2 (π² Ursae Majoris, förkortat Pi² Uma, π² Uma) som är stjärnans Bayerbeteckning, är en jättestjärna belägen i den nordvästra delen av stjärnbilden Stora Björnen. Den har en skenbar magnitud på 4,62 och är synlig för blotta ögat där ljusföroreningar ej förekommer. Baserat på parallaxmätning inom Hipparcosuppdraget på ca 12,7 mas, beräknas den befinna sig på ett avstånd av ca 256 ljusår (ca 78 parsek) från solen. År 2011 bekräftades att en exoplanet ligger i ett omlopp kring stjärnan.

## Egenskaper
Pi Ursae Majoris 2 är en orange till röd jättestjärna av spektralklass K2 III. Den har en massa som är ca 25 procent större än solens massa, en radie som är ca 18,8 gånger större än solens och utsänder från dess fotosfär ca 112 gånger mera energi än solen vid en effektiv temperatur på ca 4 340 K. 
Pi Ursae Majoris 2 följer en bana genom Vintergatan med en excentricitet på 0,10 och på ett avstånd från galaxens centrum mellan 27 700 och 34 100 ljusår. Omloppsbanan ligger nära det galaktiska planet med en avvikelse på högst 260 ljusår (80 parsek).
Baserat på stjärnans observerade radiella hastighetsförändringar, tillkännagavs 2007 närvaro av en omkretsande planet. Planeten, betecknad 4 Ursae Majoris b, har minst sju gånger så stor massa som Jupiter. Dess omlopp är excentriskt och kretsar kring Pi Ursae Majoris 2 på ett avstånd som är 87 procent av avståndet från solen till jorden. Jämfört med solen har stjärnan en lägre mängd andra element än väte och helium. Detta är speciellt, eftersom de flesta stjärnor i huvudserien med planeter tenderar att ha en högre mängd metaller.